# Maj-Britt Renndal
Evy Maj-Britt Renndal, född 14 september 1928 i Helsingborg, död 13 mars 2013 i Linköping, var en svensk skulptör och målare.
Hon var sedan 1957 gift med pastorn Noralf Bergsvik. Renndal studerade konst vid Helsingborgs konstskola och Frederiksbergs Tekniske Skole i Köpenhamn. Hon medverkade i samlingsutställningar arrangerade av Helsingborgs konstförening på Vikingsbergs konstmuseum, Ängelholms konstförening och på Kulla-konst i Höganäs. Hennes konst består av stadsbilder och skånska landskap. Efter sitt giftermål bosatte hon sig i Oslo.  